# Marguerite Georges

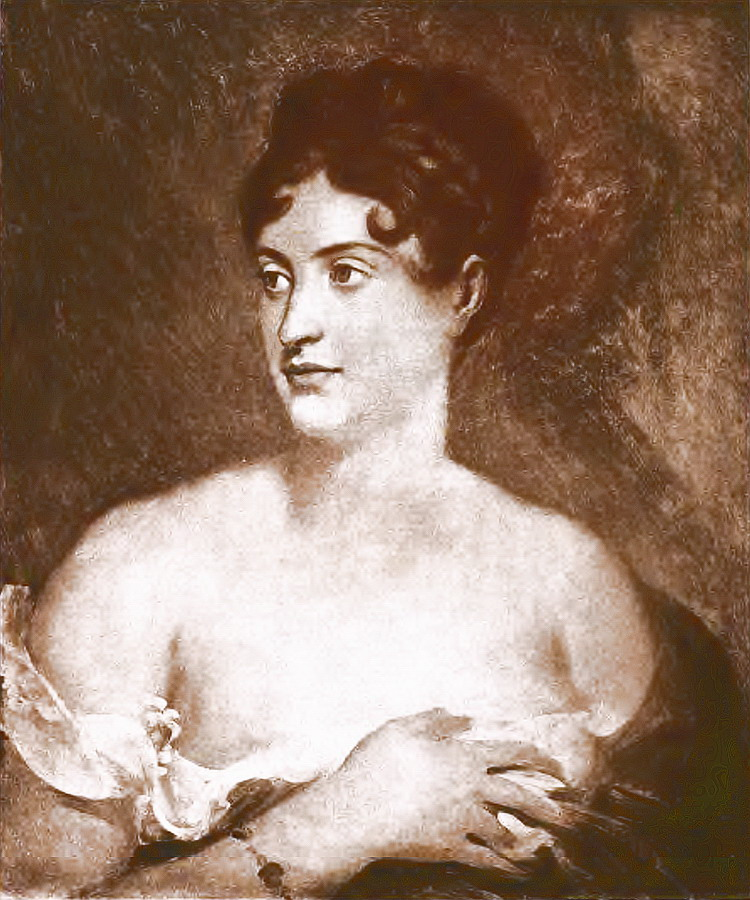
Marguerite Georges

Marguerite Georges, född Marguerite Josephine Weimer i Bayeux 1787, död 1867 i Passy, var en fransk skådespelare. Hon tillhörde de mest berömda franska skådespelarna på sin tid. Hon är även känd för sitt förhållande med Napoleon I och med Wellington. 
Marguerite Georges var dotter till en tysk som arbetat som skräddare och ledare för ett teatersällskap innan han blev anställd inom teaterorkestern i Amiens. Hon debuterade som skådespelare vid fem års ålder. Hon debuterade på Théatre Français i Paris år 1802, och blev år 1804 societaire. Hennes omtalade förhållande med Napoleon, som ska ha inletts vid samma tid och slutade då han blev kejsare, och som aldrig blev fullt klarlagd, ryktades vara orsaken till att hon lämnade Frankrike år 1808. Åren 1808-12 var hon engagerad i Sankt Petersburg i Ryssland. Hon lämnade Ryssland efter den misslyckade franska invasionen, och turnerade sedan i Europa; 1812 uppträdde hon på Dramaten i Stockholm och 1813 i Dresden, innan hon återvände till Frankrike. Hon var sedan anställd vid Théatre Français igen 1813-18, vid Odéon från 1822 och 1831-49 vid Porte-Saint-Martinteatern. Hon slutade uppträda år 1853, och fick en pension från Josef Bonaparte.